# German techno
German techno – podgatunek muzyki techno powstały w latach 90. XX wieku w Niemczech. Gatunek wywodzi się ze stylu euro techno i brzmieniowo jest zbliżony do muzyki tech trance. Gatunek charakteryzuje mechaniczne brzmienie utworu i mocne brzmienie perkusyjne. Na powstanie tego stylu wpływ wywarła też działalność niemieckiego zespołu muzycznego Kraftwerk. Styl german techno jest stylem pokrewnym do muzyki Schranz. Przedstawiciele tego gatunku: Andreas Kramer, Chris Liebing, Technasia, Scion.